# Neubeuern
Neubeuern település Németországban, azon belül Bajorországban. Lakosainak száma 4355 fő (2023. december 31.). Neubeuern Rohrdorf és Nußdorf am Inn községekkel határos.

## Népesség
A település népessége az elmúlt években az alábbi módon változott:
| Lakosok száma | 2333 | 2646 | 4246 | 4261 | 4313 | 4380 | 4375 | 4315 | 4327 | 4355 |
|               | 1970 | 1975 | 2011 | 2012 | 2014 | 2015 | 2017 | 2019 | 2022 | 2023 |